# Abdullah asch-Scharbatly
Abdullah Walid asch-Scharbatly (arabisch عبد الله وليد الشربتلي, DMG ʿAbdallāh Walīd aš-Šarbatlī, * 21. September 1982 in London, Vereinigtes Königreich) ist ein saudi-arabischer Springreiter. Meist wird für seinen Namen die an die englische Transkription angelehnte Schreibweise Abdullah Al-Sharbatly verwandt.

## Werdegang
Siebenjährig begann er in England zu reiten, mit 17 Jahren wurde er arabischer Meister.
Bei den Weltreiterspielen 2010 in Lexington gewann asch-Scharbatly im Einzel die Silbermedaille.
2012 gewann er auf Sultan bei den Olympischen Spielen in London mit der saudischen Mannschaft die Bronzemedaille. Bei den Asienspielen 2014 gewann er mit Callahan die Einzel-Goldmedaille und Silber mit der Mannschaft.
Zu Beginn seiner Karriere wurde er von Peter Charles trainiert, seit 2010 trainieren er und seine Mannschaftskameraden bei Stanny von Paesschen in Wisbecq.

## Doping und unerlaubte Medikation
Im Januar 2006 wurde sein Pferd Quatro in Abu Dhabi positiv auf Testosteron getestet, woraufhin er sechs Monate von Januar bis Juni 2007 gesperrt wurde.
Ende Mai 2012 wurde asch-Scharbatly, zusammen mit seinem Landsmann Chalid al-'Aid, von der FEI für acht Monate rückwirkend zum 24. Februar 2012 gesperrt. Grund war der Fund von verbotener Medikationen bei einer Dopingprobe von asch-Scharbatlys Pferd Lobster, hier wurden die Substanzen Phenylbutazon und Oxyphenbutazon nachgewiesen. Beide fochten das Urteil vor dem CAS an, dieser Verkürzte die Sperren auf jeweils zwei Monate für al-'Aid und asch-Scharbatly. Als Begründung wurde mindere Schwere des Vergehens angeführt. Das Urteil wurde verschiedentlich kritisiert, unter anderem auch der International Jumping Riders Club als Interessenvertretung der im internationalen Spitzensport tätigen Springreiter. Dieser gibt an, das CAS-Urteil mit Überraschung zur Kenntnis genommen zu haben, denn verglichen mit ähnlichen Vorfällen wären in früheren Zeiten schwerere Strafen ausgesprochen worden. Das Prinzip der Gleichheit aller Reiter solle gewährleistet sein. Es gehe auch um die Glaubwürdigkeit des CAS, zu einem Moment, zu dem die FEI ein aufwändiges Clean-Sport-Programm betreibe.

## Privates
Abdullah asch-Scharbatly ist verheiratet und lebt in Dschidda. Er spricht Englisch, Deutsch und Französisch.

## Pferde (Auszug)
- Sultan (* 2002), Schimmelwallach, Vater: Irco Mena, Muttervater: Voltaire, Besitzer: Saudi Equestrian
- Seldana di Campalto (* 1999), braune KWPN-Stute, Vater: Emilion, Muttervater: Alme Star, Besitzer: Saudi Equestrian
- No Time (* 1995), KWPN, Fuchswallach, Vater: Epilot, Besitzer: Abdullah asch-Scharbatly

## Erfolge

### Championate und Weltcup
- Olympische Spiele
  - 2012, London: mit Sultan 3. Platz mit der Mannschaft
- Weltreiterspiele
  - 2010, Lexington: 8. Platz mit der Mannschaft und 2. Platz im Einzel
  - 2006, Aachen: 22. Platz mit der Mannschaft und 102. Platz im Einzel
- Panarabische Spiele
  - 2007, Kairo: mit No Time 1. Platz mit der Mannschaft und 9. Platz im Einzel
- Asienspiele
  - 2006, Doha: mit Hugo Gesmeray 1. Platz mit der Mannschaft und 25. Platz im Einzel
  - 2014, Incheon: mit Callahan 2. Platz mit der Mannschaft und 1. Platz im Einzel